# Club de Cuervos
Club de Cuervos, també coneguda com a Club of Crows, és una comèdia dramàtica per a Web TV produïda per Gary Alazraki i Michael Lam. Es va estrenar el 7 d'agost de 2015 a Netflix, amb tots els capítols disponibles alhora. La història se centra en el club de futbol Cuervos FC, amb seu a la ciutat de ficció Nuevo Toledo, Mèxic, i en una lluita pel poder després de la mort del seu propietari i patriarca. Club de Cuervos és protagonitzada per Luis Gerardo Méndez i Mariana Treviño com els dos germans que lluiten per la direcció i la propietat del club.
Està escrita per guionistes estatunidencs i mexicans, la primera temporada de Club de Cuervos va ser enregistrada a Pachuca, Hidalgo. La sèrie ha rebut crítiques molt positives per part de la crítica, que va elogiar el ritme i l'originalitat del programa. Va ser renovada per a una segona temporada el 28 d'octubre de 2015. La segona temporada es va estrenar el 10 de desembre de 2016. La tercera temporada es va estrenar el 29 de setembre de 2017.